# Джен Кліна
| Відкриті об'єкти:                               | Відкриті об'єкти: |
| ----------------------------------------------- | ----------------- |
| (131695) 2001 XS254[1]                          | 9 грудня 2001     |
| (131696) 2001 XT254[1]                          | 9 грудня 2001     |
| (131697) 2001 XH255[1]                          | 11 грудня 2001    |
| (148975) 2001 XA255[1]                          | 9 грудня 2001     |
| Егір (супутник)[1]                              | 4 травня 2005     |
| Фенрір (супутник)[1]                            | 13 грудня 2004    |
| Бефінд (супутник)[1]                            | 12 грудня 2004    |
| Гірроккін (супутник)[1]                         | 12 грудня 2004    |
| S/2004 S 17[1]                                  | 13 грудня 2004    |
| S/2004 S 7[1]                                   | 12 грудня 2004    |
| Ярнсакса (супутник)[1]                          | 5 січня 2006      |
| Бергельмір (супутник)[1]                        | 12 грудня 2004    |
| Гаті (супутник)[1]                              | 12 грудня 2004    |
| Нарві (супутник)[1]                             | 5 лютого 2003     |
| Фарбауті (супутник)[1]                          | 12 грудня 2004    |
| Таркек (супутник)[1]                            | 5 січня 2006      |
| Бестла (супутник)[1]                            | 13 грудня 2004    |
| Карі (супутник)[1]                              | 4 січня 2006      |
| Сурт (супутник)[1]                              | 5 січня 2006      |
| Логі (супутник)[1]                              | 5 січня 2006      |
| Форньйот (супутник)[1]                          | 12 грудня 2004    |
| S/2004 S 12[1]                                  | 12 грудня 2004    |
| S/2007 S 2[1]                                   | 18 січня 2007     |
| S/2007 S 3[1]                                   | 18 січня 2007     |
| S/2006 S 3[1]                                   | 5 січня 2006      |
| 1 разом з Девідом Джуїттом та Скоттом Шеппардом |                   |

Джен Клі́на (англ. Jan T. Kleyna, МФА: dʒæn ˈkliːnə) — британський астроном доктор Інституту астрономії Гавайського університету . Сфера його інтересів лежить області динаміки галактики, також він працював над створенням коди для реального часу виявлення рухомих об'єктів  таких, як супутники Юпітера. Він також спільно з іншими астрономами виявив кілька супутників Сатурна .